# Vällingby
Vällingby uttal (fil) är en stadsdel i Västerort inom  Stockholms kommun. Stadsdelen ingår i Hässelby-Vällingby stadsdelsområde.

## Historia

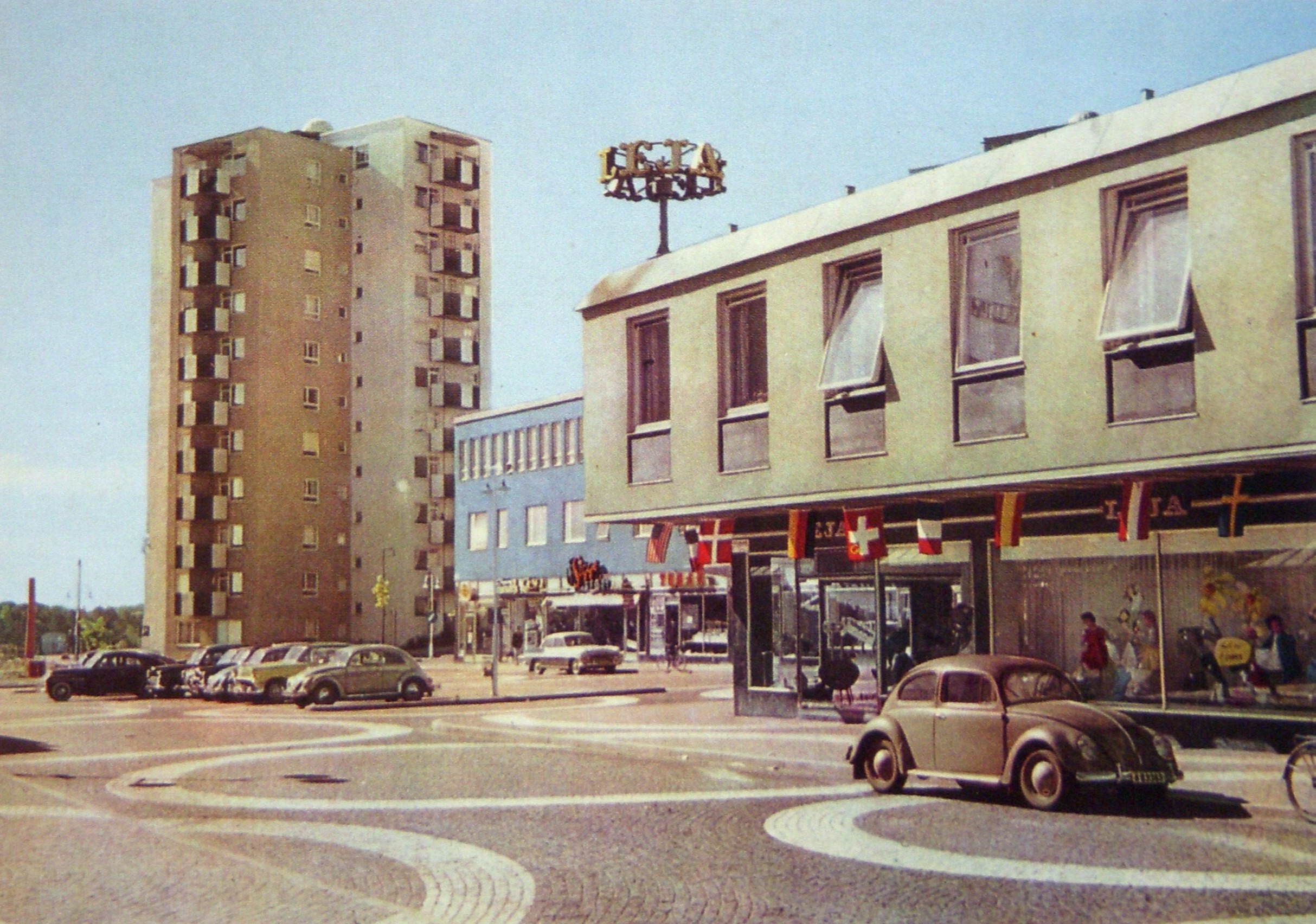
Vällingby centrum på 1950-talet.

Området där Vällingby i dag ligger är ett mycket gammalt kulturlandskap och människor har bott här åtminstone sedan järnåldern. Namnet Vällingby är sammansatt av Vaellinge eller Wallingae och by. Namnet betyder vällingarnas by. Vallingar eller vällingar betyder ungefär folket som bor på vallen. Ordet by kommer från vikingatiden och betydde då gård. Första gången som namnet Vällingby, då Bällingaby, nämnts är i ett donationsbrev till Clara kyrka år 1315. Denna jord disponerades mindre än hundra år senare av Bromma kyrka. När Gustav Vasa lät göra en jordebok 1539 fanns elva stycken boenden i området och Vaellingae bestod då av två gårdar. Dessa var Skattegården, som senare kom att kallas Storgården, och Lillgården. Andra boenden i närområdet var Hässelby Norr-, Mellan- och Södergård, Vinsta Norr-, Upp- och Nedergård, en gård i Grimsta och två gårdar i Råcksta. Dessa gårdar kom att övertas av adelsmän och utvidgades och Hässelbygårdarna omfattade så småningom Vinsta, Grimsta och Vällingby. Hässelbygårdarna ägdes av släkten Bonde och de var släkten som uppförde Hässelby slott, som blev klart 1657.
Vällingby tillhörde Spånga landskommun fram till 1949 då hela den landskommunen införlivades i Stockholms stad. Vällingby låg inom området för Spånga församling varur Vällingby församling bröts ut 1974.
Hässelby/Vällingby klassades som ett utsatt område av polisen 2017.

## Bebyggelse

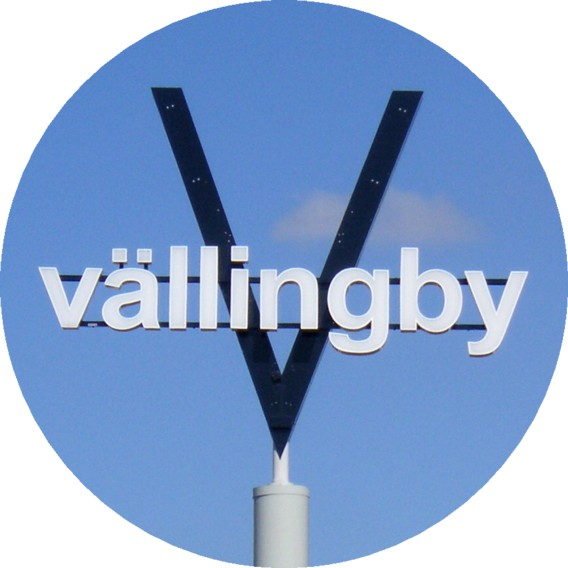
V-symbolen för Vällingby.

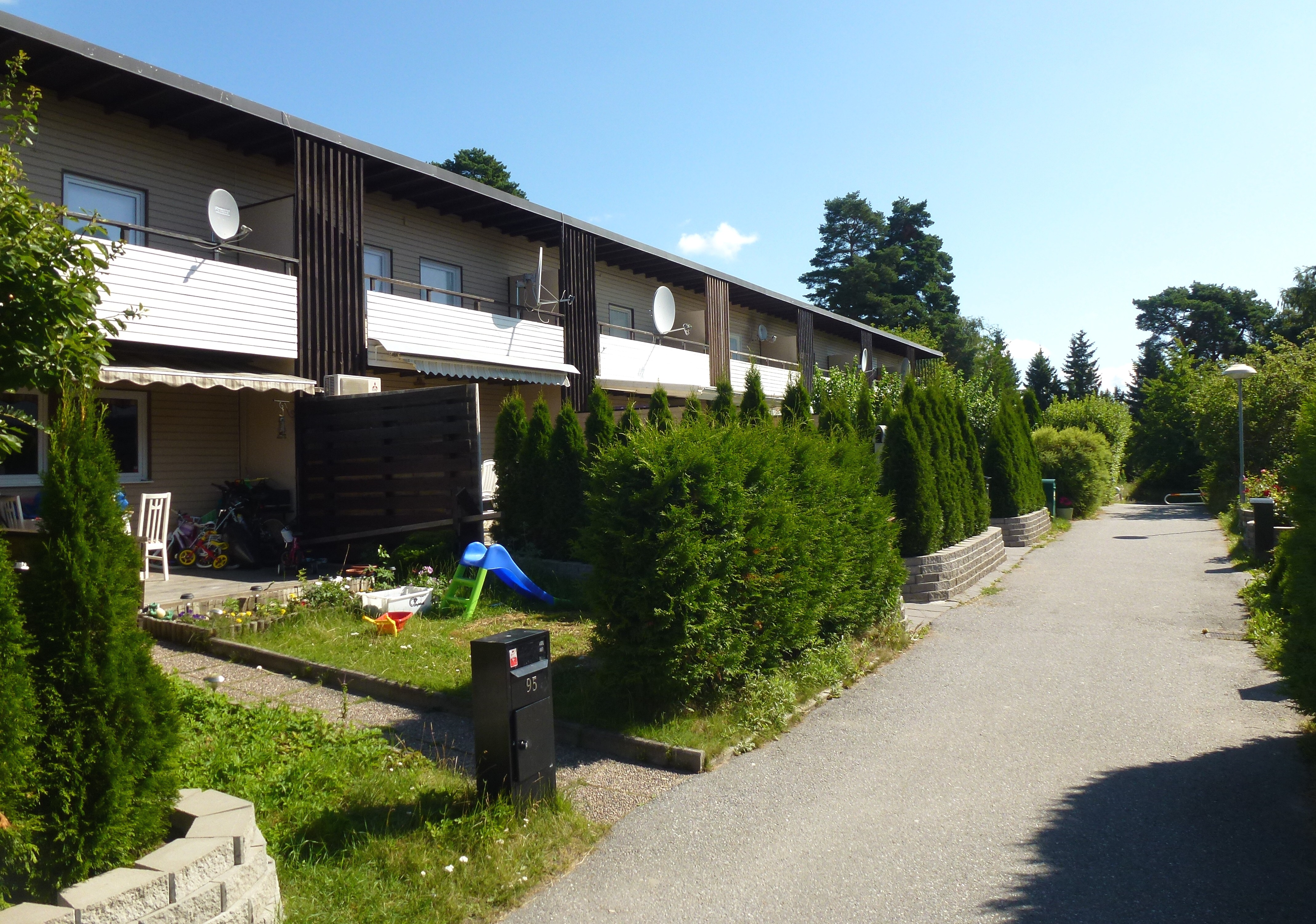
Miljonprogramsbyggen i Kälvesta.

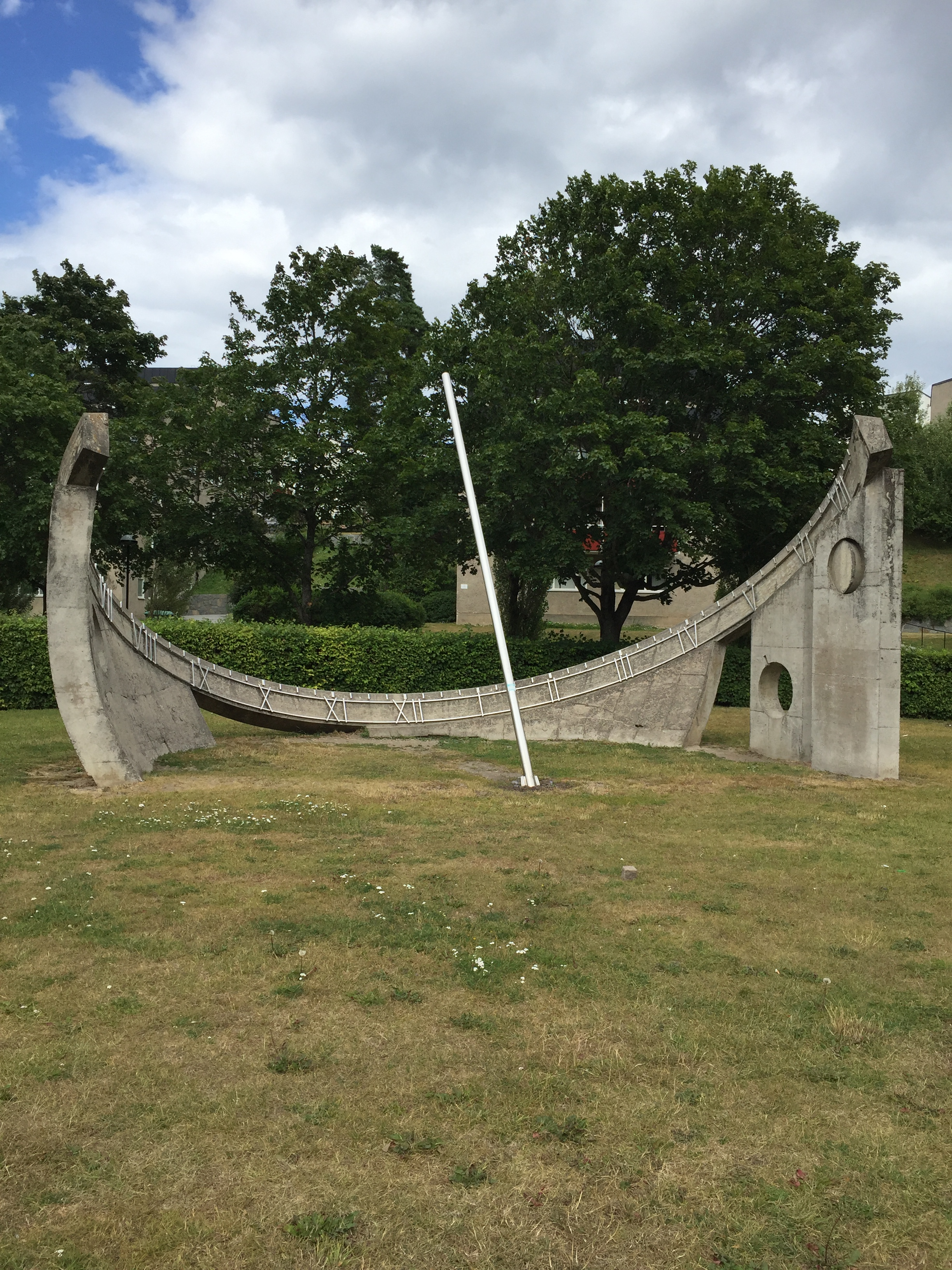
Solur av Sven Holmström i Solursparken (2017).

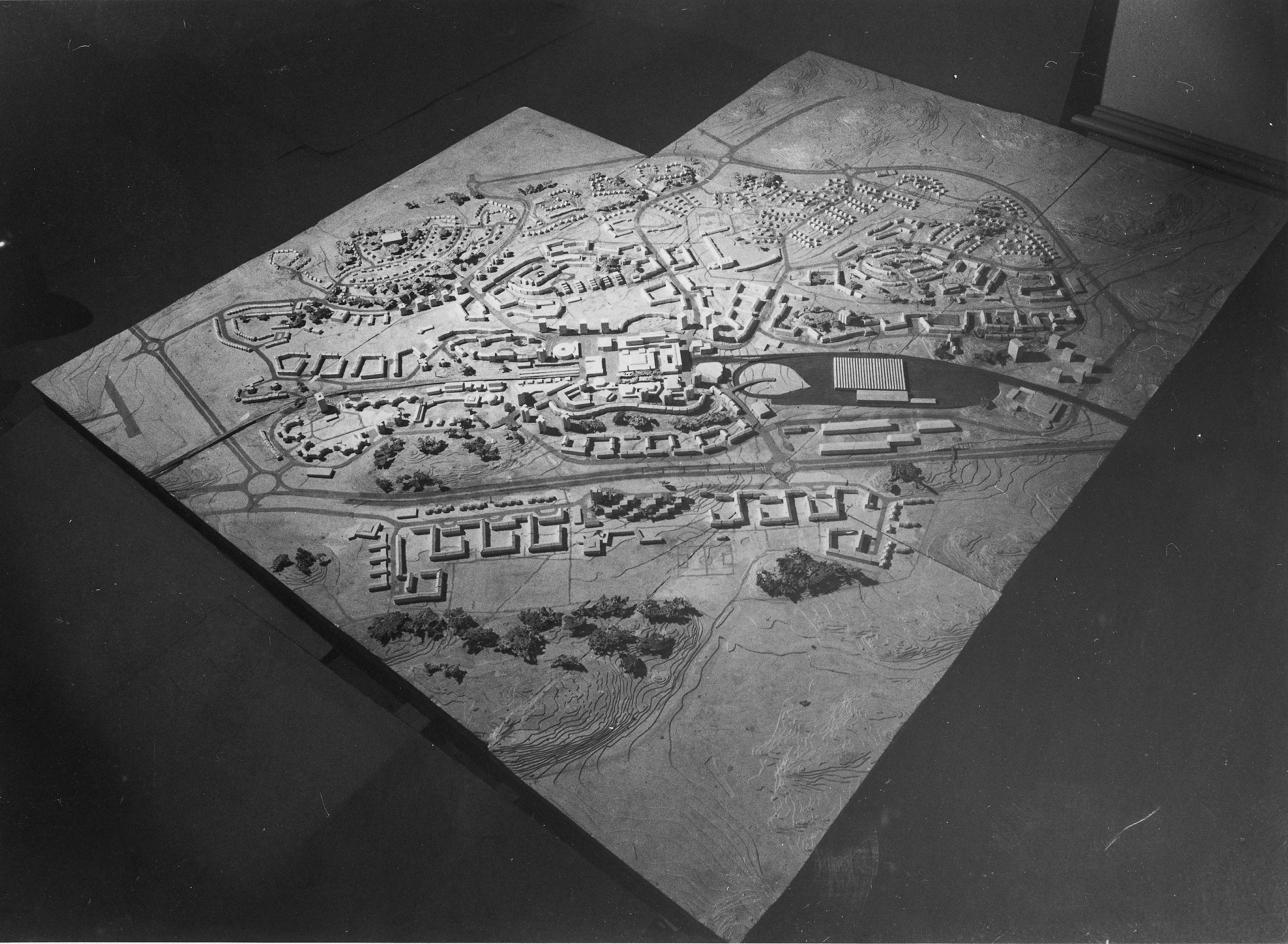
Vällingby stadsplanemodell.

Vällingby räknas som ett mycket viktigt verk inom svensk modernism och stadsplanering. Stadsplanerna för Vällingbys delområden följde Generalplan för Stockholm 1952, som togs fram under ledning av stadsplanedirektören arkitekt Sven Markelius. Tanken var att bygga en ny typ av stadsdel, som inte skulle bli en sovstad utan bli en så kallad ABC-stad med Arbetsplatser, Bostäder och Centrum i samma område. Som Sveriges första ABC-stad fick Vällingby stor uppmärksamhet, även internationellt.
Bebyggelsen i Vällingby kännetecknas av en omsorgsfull anpassning till landskapet och en arkitektur med många utarbetade detaljer. En stor del av bostadsbebyggelsen uppfördes av Svenska Bostäder, där chefsarkitekten Hjalmar Klemming ritade i stort sett allt som Svenska Bostäder byggde i Vällingby. Samtidigt var han samordnande arkitekt för hela Vällingbyprojektet.
Vällingby Centrum invigdes hösten 1954, men förfallet på 1980- och 1990-talen tog ut sin rätt på centrumbebyggelsen och i början av 2000-talet bestämde staden, att rusta upp och modernisera Vällingby Centrum, vilket genomfördes under åren 2004–2008. En av de nya byggnaderna, K-fem ritades av Gert Wingårdh, och utsågs 2008 till  Världens bästa byggnad för shopping på World Architecture Festival i Barcelona. och fick Svenska Ljuspriset 2008 och Nordiska Ljuspriset 2010. Efter renoveringen 2008 bytte ”Vällingby Centrum” namn till ”Vällingby City”. Namnet ”City” godkändes dock aldrig av kommunens namnberedning, varför det officiella namnet förblev ”Vällingby Centrum”. 
2017 återgick man till det ursprungliga namnet Vällingby Centrum, samtidigt som centrumet fick en ny grafisk identitet som skulle "förstärka den moderna 50-talskänslan".
ABC-staden Vällingby var en av inspirationskällorna för arkitekten Oscar Niemeyer och stadsplaneraren Lúcio Costa när de planerade Brasiliens huvudstad, Brasilia. Lúcio Costa var även på besök i Vällingby kort efter invigningen år 1956.

## Tunnelbanan
Station Vällingby trafikeras av Tunnelbana 1 (Gröna linjen) och ligger mellan stationerna Råcksta och Johannelund. Stationen ligger delvis under Vällingby centrum vid Kirunaplan/Kirunagatan och invigdes 1954 efter att ha haft en provisorisk station längre österut. En större upprustning av tunnelbanestationen har gjorts för att öka tryggheten och trivseln på stationen. Avståndet från stationen Slussen är 16 kilometer. Mellan stationerna Vällingby och Råcksta ligger Vällingbydepån, tunnelbanans vagnhallsanläggning längs den gröna linjens västra sträckning. Ursprungligt namn var Spångahallen. Restiden är cirka 27 minuter från T-centralen.

## Demografi
År 2017 hade stadsdelen cirka 8 800 invånare, varav cirka 43,5 procent med utländsk bakgrund.

## Vällingby på TV
Den svenska komediserien Välkommen åter spelades in i Vällingby. Serien hade premiär 22 september 2010 på TV4. 
I vinjetten till Sveriges Televisions serie Vår tid är nu syns också bilder från Vällingby Centrum.

## Personer från Vällingby
Den före detta statsministern Olof Palme och hans fru Lisbeth Palme flyttade strax efter färdigställandet in i radhuset på Tornedalsgatan 18. Paret Palme bodde i radhuset fram till år 1968 när de flyttade till ett annat radhus i närliggande bostadsrättsföreningen Atlantis.
Estlands tidigare president Toomas Hendrik Ilves föddes i Vällingby.
Benny Andersson växte upp i Vällingby och började sin musikaliska bana på Vällingby ungdomsgård.
Programledaren och journalisten Gusten Dahlin är uppvuxen i Vällingby.